# Oncideres limpida
Oncideres limpida là một loài bọ cánh cứng trong họ Cerambycidae.